# West of England Challenger 1990
Il West of England Challenger 1990 è stato un torneo di tennis facente parte della categoria ATP Challenger Series nell'ambito dell'ATP Challenger Series 1990. Il montepremi del torneo era di $50 000 ed esso si è svolto nella settimana tra il 9 luglio e il 15 luglio 1990 su campi in erba. Il torneo si è giocato a Bristol in Gran Bretagna.

## Vincitori

### Singolare
Christian Saceanu ha sconfitto in finale  Arnaud Boetsch con il punteggio di 6–3, 6–7, 6–3.

### Doppio
Andrej Ol'chovskij /  Olli Rahnasto hanno sconfitto in finale  Arnaud Boetsch /  Peter Nyborg con il punteggio di 7–5, 6–4.